# Wim Heubel
Willem Johannes (Wim) Heubel (Amsterdam, 7 juni 1910 – Elst, 28 april 1945) was een Nederlandse nazi en SS-Hauptsturmführer (kapitein) in Schutzstaffel (SS) tijdens de Tweede Wereldoorlog.

## Jeugd en aansluiting bij de NSB
Na zijn schooltijd (o.a. gymnasium) was Heubel werkzaam in het bankwezen, onder andere in Hamburg, waar hij zich aansloot bij de Sturmabteilung. Begin jaren 30 werd hij lid van de NSB. Samen met onder anderen Henk Feldmeijer was hij vanaf het begin betrokken bij de Mussert-garde; een persoonlijke lijfwachtgroep voor NSB-leider Anton Mussert. Anno 1940 was hij bestuurslid van Der Vaderen Erfdeel.

## Krijgsdeelname
Tijdens de Tweede Wereldoorlog werd Heubel lid van de Nederlandsche SS. In mei 1940 meldde hij zich aan bij de Waffen-SS en in 1941 nam hij deel aan Hitlers veldtocht naar Rusland. Voor getoonde moed tijdens het jaar dat hij aan het oostfront gediend had in het regiment Germania kreeg hij in juni 1942 door Rauter het IJzeren Kruis tweede klasse uitgereikt. In 1943 volgde hij een officiersopleiding van de SS.
Aan het einde van de oorlog commandeerde hij in de rang van SS-Obersturmführer de 5e compagnie van het 83e SS-regiment van de 34e SS-Frw.-Grenadier-Division "Landstorm Nederland".
Heubel sneuvelde op 28 april 1945 bij Elst tijdens een gevecht met de Canadezen. Hij ligt begraven op de Duitse militaire begraafplaats in Ysselsteyn.

## Persoonlijk
Wim Heubel was de broer van Florrie Rost van Tonningen-Heubel, echtgenote van NSB-voorman Meinoud Rost van Tonningen. Hij trouwde tijdens de oorlog met verpleegster Ans van den Bergen. Uit dit huwelijk is een dochter geboren.

## Militaire loopbaan
- SS-Sturmmann:[5]
- SS-Unterscharführer: 1941[6]
- SS-Untersturmführer: november 1941[6]
- SS-Obersturmführer:
- SS-Hauptsturmführer:[6]

## Decoraties
- IJzeren kruis 1939, 2e klasse in juni 1942
- Storminsigne van de Infanterie in 1942
- Herinneringsspeld Mussert Garde[6]
- NSB Strijd en Offer Draagsteken[6]
- Eredraagteken Nationale Jeugstorm[6]